# Jan Roëde

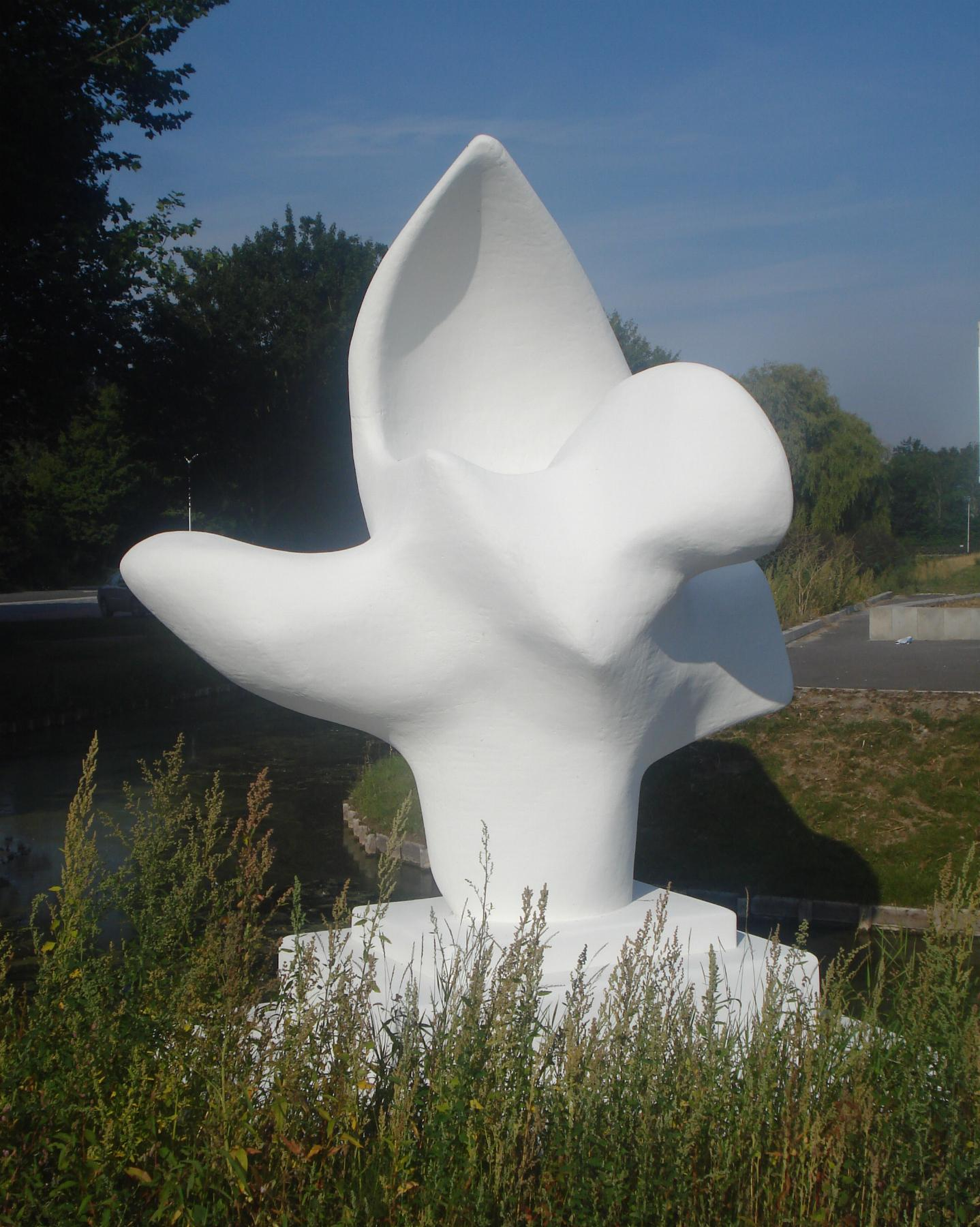
De Vlught (1961) in Hillegom (ontwerp door Jan Roëde, uitvoering door Will Leeuwens)

Jan Roëde, eigenlijke naam Jan Roede (Groningen, 13 juni 1914 - Den Haag, 30 mei 2007) was een Nederlands kunstenaar die in tal van disciplines actief is geweest. Hij schreef verhalen en gedichten en was daarnaast kunstschilder, glaskunstenaar, illustrator, tekenaar en kostuumontwerper.

## Leven en werk
Roëde groeide vanaf zijn vierde levensjaar op in Den Haag en volgde er zijn opleiding aan de Koninklijke Academie van Beeldende Kunsten (van 1930 tot 1932) en aan de Vrije Academie (van 1934 tot 1936). Hij was een leerling van onder anderen Paul Schuitema en Gerard Kiljan.
Tijdens een verblijf in 1948 in Parijs verfranste hij zijn naam tot Jan Roëde en bleef zich ook na zijn terugkeer in Nederland zo noemen. Behalve in Frankrijk werkte hij enige tijd in Zweden.

Zijn abstracte stijl bestaande uit losse lijnen en vlakken, maakte in de loop der tijd plaats voor composities van aaneengesloten gekleurde vlakken. In de jaren 1950 ontwikkelde hij zijn eigen stijl bestaande uit versimpelde mens- en dierfiguraties in verhevigde, onrealistische kleuren. Hij had de gewoonte zeer dun te schilderen.
Roëde die onder meer inspiratie putte uit de boeddhistische Zen-filosofie, was een tamelijk onafhankelijk kunstenaar wiens werk enigszins in de richting van dat van Cobra neigde. De kunstenaars van Cobra vroegen hem destijds zich bij hen te voegen maar dat aanbod sloeg hij af omdat hij ze te ruw vond.
Hij werd geïnspireerd door het 'omgekeerde kleurenperspectief' van Maurice Estève, met koele kleuren op de voorgrond en warme kleuren op de achtergrond. Dit principe zou hij in zijn latere werk veelvuldig toepassen.
Hij was lid van kunstkringen zoals de Haagsche Kunstkring, de Posthoorngroep (van 1956 tot 1962) en de Pulchri Studio. In 1968 won hij de Jacob Hartogprijs.
Zowel in het binnenland (Gemeentemuseum Den Haag en het Cobra Museum voor Moderne Kunst Amstelveen) als in het buitenland (Parijs en Stockholm) had hij tentoonstellingen. Zijn werk wordt gerekend tot de kunststroming de Nieuwe Haagse School.
Uit zijn huwelijk met Maria Barbara Leewens had Roëde twee kinderen, een zoon en een dochter. Jan Roëde overleed op 92-jarige leeftijd.

## Tentoonstellingen (selectie)
- 1988 Gemeentemuseum Den Haag
- 1999 Cobra Museum voor Moderne Kunst Amstelveen
- 2010 Museum Rijswijk, Jan Roëde, een verborgen dialoog
- 2013 Museum Jan van der Togt, Amstelveen, Het kleurrijk van Jan Roëde
- 2014 Rijksbureau voor Kunsthistorische Documentatie, Den Haag
- 2016 Pictura, Groningen, De comeback van Jan Roëde
- 2016 Drents Museum, Assen